# Cornereva
Cornereva (in ungherese Somosréve) è un comune della Romania di 3137 abitanti, ubicato nel distretto di Caraș-Severin, nella regione storica del Banato.
Il comune è formato dall'unione di 40 villaggi: Arsuri, Bogâltin, Bojia, Borugi, Camena, Cireșel, Costiș, Cozia, Cracu Mare, Cracu Teiului, Cornereva, Dobraia, Dolina, Gruni, Hora Mare, Hora Mică, Ineleț, Izvor, Lunca Florii, Lunca Zaicii, Mesteacăn, Negiudin, Obița, Pogara, Pogara de Sus, Poiana Lungă, Prisăcina, Prislop, Ruștin, Scărișoara, Strugasca, Studena, Sub Crâng, Sub Plai, Topla, Țațu, Zănogi, Zbegu, Zmogotin, Zoina.